# Kupjansk

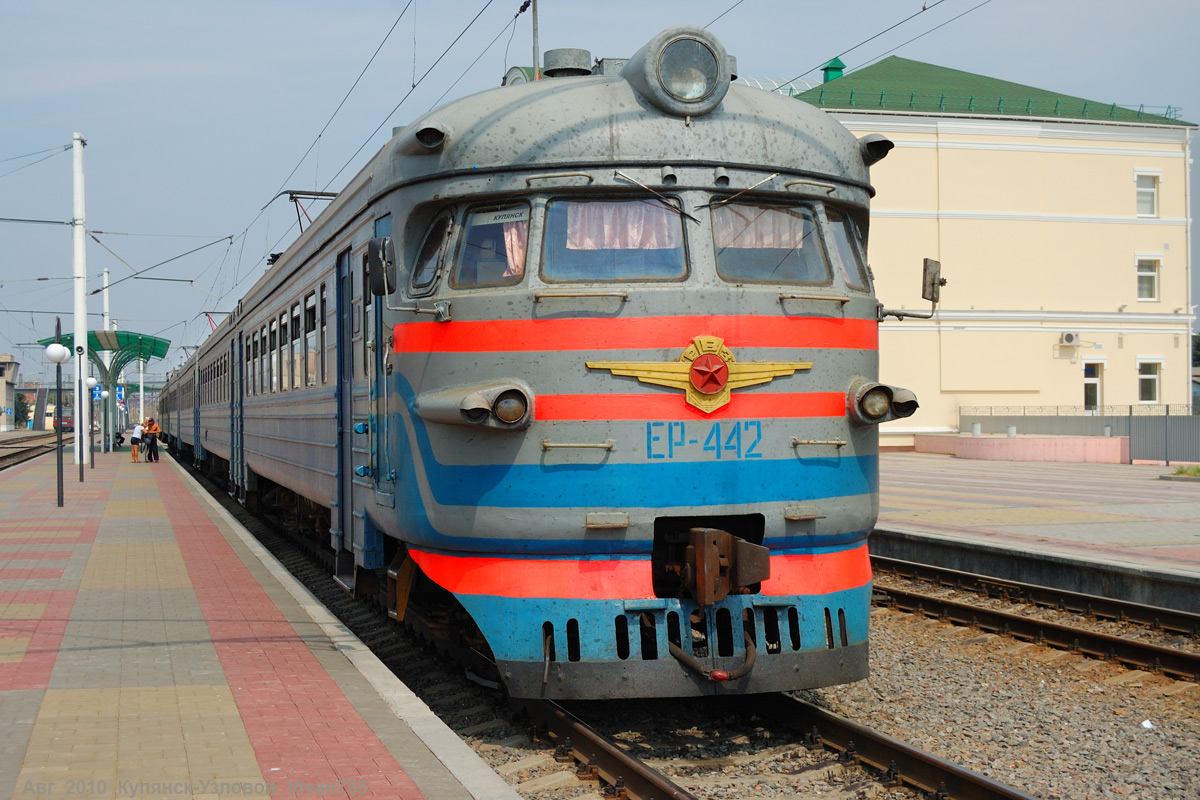
Järnvägsstationen i Kupjansk.

Kupjansk (ukrainska: Куп'янськ lyssna (fil), ryska: Купянск) är en stad i Charkiv oblast i nordöstra Ukraina. Staden ligger cirka 104 kilometer sydost om Charkiv. Kupjansk beräknades ha 26 627 invånare i januari 2022.
Det är den största ukrainska staden längs floden Oskil.
Kupjansk är en viktig järnvägsknut med förbindelse till bland annat Charkiv och Belgorod i Ryssland.